# Усадьба купца Косякова
Усадьба купца Косякова — особняк в исторической части Каменска-Уральского, Свердловской области.
Постановлением Правительства Свердловской области № 859-ПП от 28 декабря 2001 года присвоен статус памятника архитектуры регионального значения.

## История
Строительство вёл каменский хлеботорговец И. С. Косяков. В составе усадьбы были деревянный жилой дом, кирпичная лавка и ряд хозяйственных построек. Западную границу участка формировал магазин купцов Васильевых, арендованный в конце XIX века коммерсантом Молчановым.
В период революции Косяков покинул посёлок. Усадьба была национализирована и в ней вели работу различные административные организации.
На сегодняшний день здание усадьбы занимают сервисный центр и автомастерская.

## Архитектура
Усадьба расположена в историческом квартале Старого Каменска, на перекрёстке улиц Ленина (бывшая Большая Московская) и Свердлова. В структуре квартала усадьба заняла угловое положение. Жилой бревенчатый одноэтажный дом поставлен и вытянут по оси север-юг. Северный и восточный фасады выходят на улицу. Фасады равнозначны и выполнены в одном решении. У восточного фасада восемь оконных осей. Окна лучковые с деревянными наличниками, сандрики дополнены резьбой. Карниз также с деревянной резьбой. У северного фасада пять оконных осей. Стены дома оштукатурены и покрашены. Цоколь облицован гранитным блоком. Со стороны двора пристроены сени.
Ремонтные работы в XX веке сильно изменили внешний вид здания.
Лавка выполнена в кирпичном стиле с электическими мотивами. Главный фасад выходит на улицу Ленина. Дверные проёмы с наличником из геометрических фигур. По углам здания лопатки и сдвоенных полуколон с углублениями и треугольниками-бегунцами. Профильный карниз и пояса аттика декорированы бегунцом. Аттик разделён на три секции, центральную завершает треугольный фронтон.